# Rue de la Consolation
Pour les articles homonymes, voir Consolation.
La rue de la Consolation (en néerlandais : Trooststraat) est une rue bruxelloise de la commune de Schaerbeek.

## Situation
Elle va de la rue des Coteaux au carrefour de la rue Alexandre Markelbach, de la rue Gustave Fuss et de l'avenue Clays en passant par la rue Verboeckhaven, la rue Van Hove, la rue Vonck, l'avenue Paul Deschanel, la rue Monrose et la rue Albert de Latour.

## Historique

### Toponymie
Dans le bas de la rue, se trouvait un des étangs du Maelbeek où poussaient des roseaux. En ancien néerlandais, roseau se dit roos. Le nom évolua en Ten Roost, qui donna plus tard 't Rooststraat, et finalement Trooststraat. L'évolution du nom donna donc rue de la Consolation.

## Adresses notables
- no 60 : l'ancien bourgmestre de Schaerbeek Eugène Dailly y a habité
- no 60 : chapelle de la Mission hispanophone
- no 64A : le peintre Alfred Verwée y a habité
- no 70 : Bureaux du Foyer Schaerbeekois
- no 93 : Siège du studio d'animation Odec Kid Cartoons
- no 101 : le sculpteur Thomas Vinçotte y a habité
- no 152 : le peintre François Binjé y a habité
- no 164 : le peintre Herman Richir y a habité